# Парламентские выборы в Тринидаде и Тобаго (2015)
Парламентские выборы в Тринидаде и Тобаго проходили 7 сентября 2015 года. Дата выборов была объявлена премьер-министром страны Камлой Персад-Биссессар 13 июня 2015 года. В результате победу одержало оппозиционное Народное национальное движение, которое получило 52 % голосов избирателей и 23 из 41 места Палаты представителей.

## Предвыборная обстановка
На выборах 2010 года победу одержала «Ассоциация народа», альянс Объединённого национального конгресса, Национального комитета совместных действий, Конгресса народа и Организации народа Тобаго. Альянс получил 29 из 41 места Палаты представителей, а Народное национальное движение — остальные 12. Однако, до всеобщих выборов 2015 года были проведены дополнительные выборы в Сент-Джозеф и Чагуанас-Уэст, на которых места, принадлежащие ранее альянсу, выиграли Народное национальное движение и Независимая либеральная партия, соответственно.

## Избирательная система
Палата представителей Тринидада и Тобаго включает 41 депутата, которые избираются в одномандатных округах по системе относительного большинства. Было открыто 2 199 избирательных участков.

## Предвыборная кампания
В выборах участвовало 127 кандидатов из 17 различных политических партий и пять кандидатов были независимыми. Народное национальное движение было единственной партией, которая выдвинула своих кандидатов на каждое из 41 места, и только две другие партии оспаривали более половины мест: Объединённый национальный конгресс представил своих кандидатов в 28 округах, а Независимая либеральная партия — в 26.
Конгресс народа выдвинул кандидатов на восемь мест парламента, «Лавентильская пропаганда вертикального обогащения», Национальный комитет совместных действий, Новое национальное видение и Тринидад за человечество — по три места, в то время как «Тобаго, вперёд», Организация народа Тобаго и Платформа правды — по два. Другие партии выдвинули только одного кандидата, в том числе Партия демократического развития, Независимая демократическая партия, Национальная коалиция по транспорту, Новый голос, Партия расширения прав и возможностей молодежи и Молодежь, национальные организации, объединение фермеров, реформирование политики..
Партии, выступавшие в альянсе Ассоциация народа, не выдвигали кандидатов друг против друга.
Лидер оппозиции Кит Роули охарактеризовал избирательную кампанию как одну из самых «изнурительных» в истории страны, но подчеркнул, что кампания была проведена в приподнятом настроении и без насилия и беспорядков.

## Результаты
Предварительные результаты в ночь после выборов показали, что Народное национальное движение получает правительственное большинство с 22 из 41 места, но большинство голосов было отдано правящей коалиции «Ассоциация народа». Однако после окончательного подсчёта выяснилось, что Народное национальное движение получило абсолютное большинство поданных голосов и 23 места. Четыре партии в альянсе Ассоциация народа получили 46,6 % голосов и оставшиеся восемнадцать мест. Уходящий премьер-министр Персад-Биссессар опроверг утверждения о том, что её коалиция провела неэффективную кампанию. Её новый преемник, лидер Народного национального движения Кит Роули, описал мандат, который получила его партия, как «огромную ответственность» и обязался «приложить все усилия, чтобы разжечь чувство национализма в Тринидаде и Тобаго».
| Партия | Голоса    | %     | Места | +/-   |
| --- | --------- | ----- | ----- | ----- |
| Народное национальное движение | 378 447   | 51,68 | 23    | +11   |
| Объединённый национальный конгресс (АН) | 290 066   | 39,61 | 17    | −4    |
| Конгресс народа (АН) | 43 991    | 6,01  | 1     | −5    |
| Национальный комитет совместных действий (АН) | 5790      | 0,79  | 0     | 0     |
| Независимая либеральная партия | 5123      | 0,70  | 0     | новая |
| Тобаго, вперёд | 2162      | 0,30  | 0     | новая |
| Организация народа Тобаго (АН) | 1750      | 0,24  | 0     | −2    |
| Новое национальное видение | 883       | 0,12  | 0     | 0     |
| Платформа правды | 469       | 0,06  | 0     | новая |
| Лавентильская пропаганда вертикального обогащения | 334       | 0,05  | 0     | новая |
| Национальная коалиция по транспорту | 331       | 0,05  | 0     | новая |
| Партия демократического развития | 153       | 0,02  | 0     | новая |
| Кампания Тринидад за человечность | 138       | 0,02  | 0     | новая |
| Независимая демократическая партия | 108       | 0,01  | 0     | новая |
| Новый голос | 101       | 0,01  | 0     | новая |
| Молодежь, национальные организации, объединение фермеров, реформирование политики | 74        | 0,01  | 0     | новая |
| Партия расширения прав и возможностей молодежи | 34        | 0,00  | 0     | новая |
| Независимые | 2376      | 0,32  | 0     | 0     |
| Недействительных/пустых бюллетеней | 2452      | -     | -     | -     |
| Всего | 734 792   | 100   | 41    | 0     |
| Зарегистрированных избирателей/Явка | 1 099 279 | 66,84 | -     | -     |
| Источники: T&T; says bye bye to Kamla: PNM-23, PP-18. Trinidad Express. 8 сентября 2015. Архивировано 11 сентября 2015. Дата обращения: 3 февраля 2019. EBC Архивная копия от 6 марта 2016 на Wayback Machine |           |       |       |       |